# 29772 Portocarrero
A 29772 Portocarrero (ideiglenes jelöléssel (29772) 1999 CH31) a Naprendszer kisbolygóövében található aszteroida. A LINEAR projekt keretében fedezték fel 1999. február 10-én.